# 山田酒造
山田酒造株式会社（やまだしゅぞう）は、愛知県海部郡蟹江町にある酒造メーカー（酒蔵）。清酒の製造・販売を行っている。

## 歴史
1871年（明治4年）、山田与四郎によって創業した。現在は4代目。

## 特色
創業地近くを流れる蟹江川は木曽川や庄内川の分流であり、酒造りに適した伏流水が湧き出ている。そのため、江戸時代から明治にかけて、蟹江川沿いでは稲作とともに酒造りが盛んだった。かつて蟹江町内には十数件もの造り酒屋があり、多くの蔵があった。現在は山田酒造と甘強酒造の2軒のみとなっている。
特別純米酒の銘柄である「最愛」（さいあい）はBABYMETALのメンバーの菊地最愛（きくちもあ）と同字であるため、日本全国のBABYMETALファンが山田酒造を訪問しており、「最愛」の販売数が増えているとされる。蔵に併設する商店にはBABYMETALのポスターや写真などが展示されている。

## 主な商品
- 「醉泉」純米原酒
- 「醉泉」吟醸酒
- 「最愛」特別純米酒

## 受賞歴
名古屋国税局酒類鑑評会
令和元年度 - 純米酒の部
- 「最愛」優等賞受賞 - 令和元年受賞